# Lee Sandales
Lee Sandales é um diretor de arte americano. Como reconhecimento, foi nomeado ao Oscar 2012 na categoria de Melhor Direção de Arte por War Horse.